# 자가지그 대학교
자가지그 대학교(아랍어:جامعة الزقازيق)는 이집트 샤르키야 주 자가지그에 있는 대학교다. 1974년 설립됐다.